# Hypogastrura ireneae
Hypogastrura ireneae är en urinsektsart som först beskrevs av John L. Wray 1953.  Hypogastrura ireneae ingår i släktet Hypogastrura och familjen Hypogastruridae. Inga underarter finns listade i Catalogue of Life.